# Miroslav Brezovský
Miroslav Brezovský (* 31. května 1952) je bývalý slovenský fotbalista, obránce.

## Fotbalová kariéra
V československé lize hrál za Jednotu Trenčín. Dal 1 ligový gól. Ve druhé nejvyšší soutěži hrál i za Slovenský hodváb Senica.

## Ligová bilance
| Ročník                                      | Zápasy | Góly | Minuty | Klub                    |
| ------------------------------------------- | ------ | ---- | ------ | ----------------------- |
| 1. československá fotbalová liga 1970/71    | 3      | 0    | 130    | Jednota Trenčín         |
| 1. československá fotbalová liga 1971/72    | 25     | 0    | 1 482  | Jednota Trenčín         |
| 2. československá fotbalová liga 1974/75    | -      | -    | -      | Jednota Trenčín         |
| 1. československá fotbalová liga 1975/76    | 26     | 1    | 1 966  | Jednota Trenčín         |
| 1. československá fotbalová liga 1976/77    | 15     | 0    | 1 350  | Jednota Trenčín         |
| 1. československá fotbalová liga 1977/78    | 12     | 0    | 937    | Jednota Trenčín         |
| 1. slovenská národní fotbalová liga 1978/79 | -      | -    | -      | Slovenský hodváb Senica |
| 1. slovenská národní fotbalová liga 1981/82 | 30     | 1    | -      | Slovenský hodváb Senica |
| 1. slovenská národní fotbalová liga 1982/83 | 30     | 1    | -      | Slovenský hodváb Senica |
| 1. slovenská národní fotbalová liga 1983/84 | 15     | 1    | -      | Slovenský hodváb Senica |
| 1. slovenská národní fotbalová liga 1983/84 | 10     | 0    | -      | TTS Trenčín             |
| 1. slovenská národní fotbalová liga 1984/85 | 27     | 0    | -      | TTS Trenčín             |
| CELKEM 1. liga                              | 81     | 1    | 5 865  |                         |